# Due Magnum 38 per una città di carogne
Due Magnum 38 per una città di carogne è un film del 1975 diretto da Mario Pinzauti.

## Trama
Franco Palermo, è un siciliano scrittore fallito, alla ricerca di Silvia, sua ex segretaria ed amante. La ritrova a Roma, nel giro della prostituzione da parte della mafia romana. Franco, indaga per scoprire chi sono i grossi capi dell'organizzazione mafiosa, ma nel frattempo, Silvia viene prima pestata e poi uccisa. Quando a Franco, a causa di un pestaggio, viene danneggiato irreparabilmente il fegato ed è quindi destinato a morire, egli si mette alla ricerca dei mandanti e, una volta trovati, li uccide tutti.